# Castell de Lissingen
El castell de Lissingen, prop del riu Kyll, és un castell medieval alemany amb fossat ben preservat en l'actualitat.
Va ser construït al segle xiii prop de Gerolstein en el districte administratiu de Vulkaneifel, que forma part de l'estat federat de Renània-Palatinat.
El castell està situat als afores de Lissingen i circumdat pel riu Kyll. Vist des de fora, el castell sembla constar d'un sol edifici. Dins de l'edifici es pot apreciar una part superior i una d'inferior. A causa d'una distribució dels béns en el passat, actualment el castell és propietat de dues persones.
El castell de Bürresheim, el castell d'Eltz i el castell de Lissingen són els únics castells de la riba esquerra del Rin en l'estat de Renània-Palatinat que no han estat mai destruïts.
El castell de Lissingen és un be cultural protegit per la convenció de la Haia.